# Deriváty aminoacetonitrilu
Deriváty aminoacetonitrilu (anglicky: Amino-Acetonitrile Derivates, zkratka: AADs) je nová skupina anthelmintik odvozená od sloučeniny aminoacetonitrilu. Objev této nové třídy anthelmintik byl publikován v roce 2008, tedy více než 30 let od objevu ivermektinu. Dosud jediným zástupcem AAD je látka monepantel, vyráběná v preparátu Zolvix. AAD byly objeveny ve výzkumných laboratořích firmy Novartis a představují jedno z řešení v boji proti anthelmintické rezistenci střevních hlístic na makrocyklické laktony a benzimidazoly.

## Mechanismus účinku
Nově objevená molekula monepantelu má zcela odlišný mechanismus účinku než dosud známé anthelmintika. Váže se na specifický receptor na acetylcholinu tzv. Hco-MPTL-1, který je přítomen jen u nematod, a způsobuje tak paralýzu parazitických střevních hlístic.
Účinek na jiné skupiny parazitů jako jsou motolice a tasemnice zatím není znám.

## Monepantel (Zolvix)
První a zatím jediným léčivem ze skupiny AAD je monepantel (komerční název ZOLVIX), jež je vyráběn pouze jako orální odčervovadlo pro ovce. Je doporučován zejména v chovech, kde již existuje resistence na běžné přípravky. Zolvix byl uveden na trh v březnu 2009, zatím je však registrován jen v několika zemích (např. Austrálie, Nový Zéland, Spojené království).